# Jashar Pasha-moskee
De Jashar Pasha-moskee is een historische moskee in Pristina, de hoofdstad van Kosovo. De moskee werd in 1834 gebouwd door de toenmalige burgemeester van de stad Skopje, Mehmet Yasar.